# Ministro Ramos Mexía
Ministro Ramos Mexía es una localidad del departamento Nueve de Julio, en la provincia de Río Negro, Argentina.
Se encuentra sobre la RN 23 Perito Moreno, y la traza de vías del Tren Patagónico; a uno 1.317 km de Buenos Aires, y a 397 de Viedma, capital de la provincia.

## Toponimia
La localidad toma en 1939 el cargo y nombre de Ezequiel Ramos Mexía, Ministro de Obras Públicas y Agricultura de la Nación, entre 1898 y 1913. Impulsor de las líneas férreas en la Patagonia argentina a través de la Ley de Fomento de los Territorios Nacionales.
Anteriormente se lo denominaba a la zona como "Pichi Malal" proveniente del idioma mapuche, cuyo significado es "Corral Chico".

## Antecedentes históricos
Originariamente, la población fue fundada en el cercano paraje Corral Chico, próximo a la laguna del mismo nombre. Por medio del Decreto 117.724 del año 1942, se establece el ejido de Ministro Ramos Mexía bajo la creación de la Comisión de Fomento en el Departamento 9 de Julio. 
El lugar de asentamiento de los primeros pobladores más bien fue dentro del pequeño valle denominado localmente como El Bajo, de los cuales eran 2 o 3 familias, una de ellas tenía una pulpería que era usada como despensa, bar y por supuesto para descanso de los viajeros o arrieros, algunas de estas familias construyeron sus casas cerca de la escuelita y los demás sobre el camino que se dirige a Valle Azul.
Estas familias practicaban la agricultura cuyos productos les servían para consumo propio y la venta a las demás familias; además de esta actividad criaban caballos, ovejas, vacunos, estos productos podían ser cambiados a los comerciantes por otros productos como vestimentas, y otras cosas.
De estas casas quedan muy pocos vestigios, tal como las bases y jagüeles, pozos donde se sacaba el agua que se utilizaba para regar y para todos los quehaceres domésticos.
Cuando llegó el ferrocarril, 1910-1911, a punta de riel se comienza a construir las casas cercanas a la estación del ferrocarril, lugar donde se encuentra el actual pueblo.

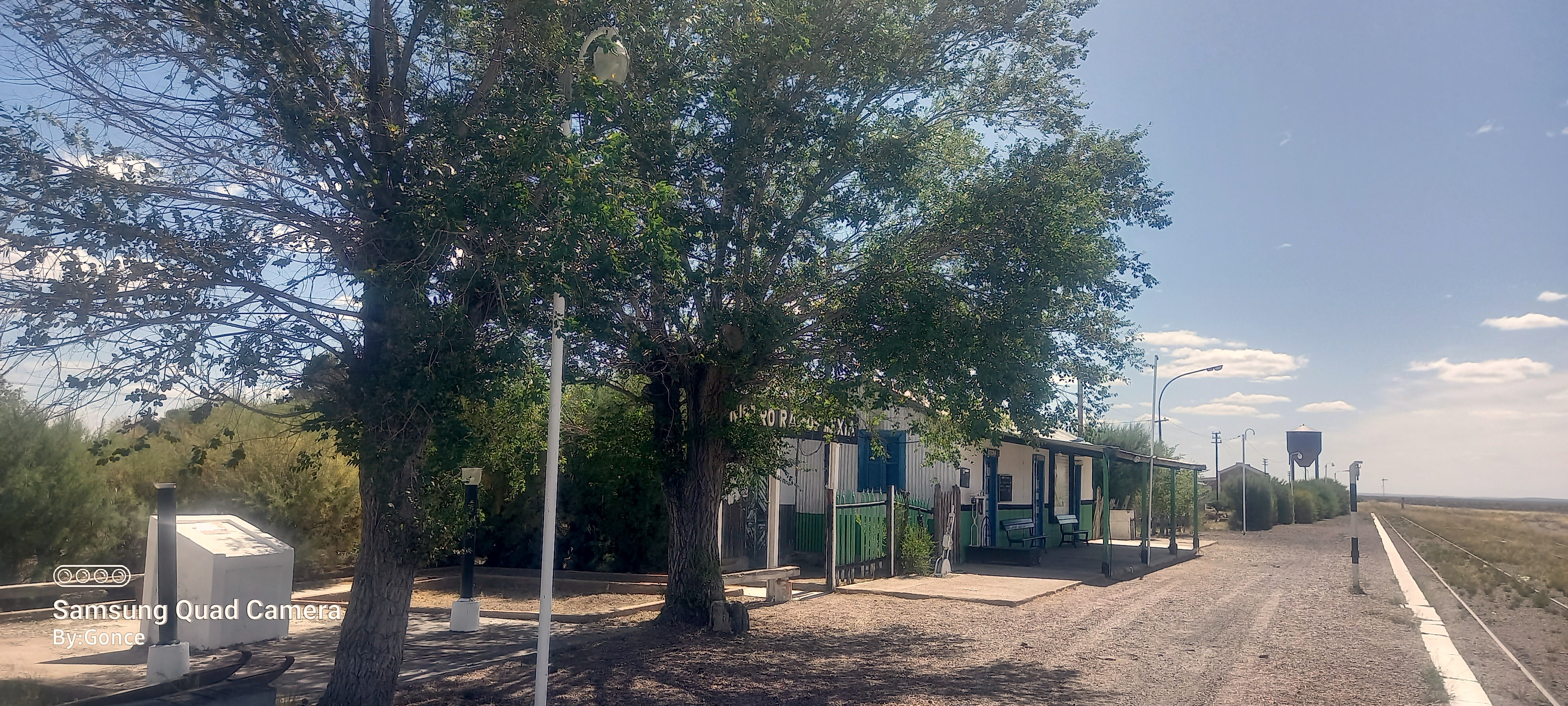
Monumento junto a la estación Ministro Ramos Mexía.

## El Bajo
El Bajo, es así como se le denomina al pequeño valle que se encuentra en una depresión geográfica cercana. Este valle se ubicada a escasos metros del pueblo, de allí nace una vertiente que provee de agua a la población para su consumo y se lo aprovecha para el riego. Ante esto aporta un paisaje verde que contrasta a la periferia de la depresión.
Este valle ha sido lugar del asentamiento de los pueblos originarios, de los cuales se puede hacer mención de los tehuelches y mapuches. Allí se puede encontrar reseñas históricas de ellos como los “chenques” (tumbas de los aborígenes), “picaderos”,  puntas de flechas y “trahuiles” (utilizados para realizar boleadoras).
Este pequeño valle se ha transformado en un punto turístico regional.

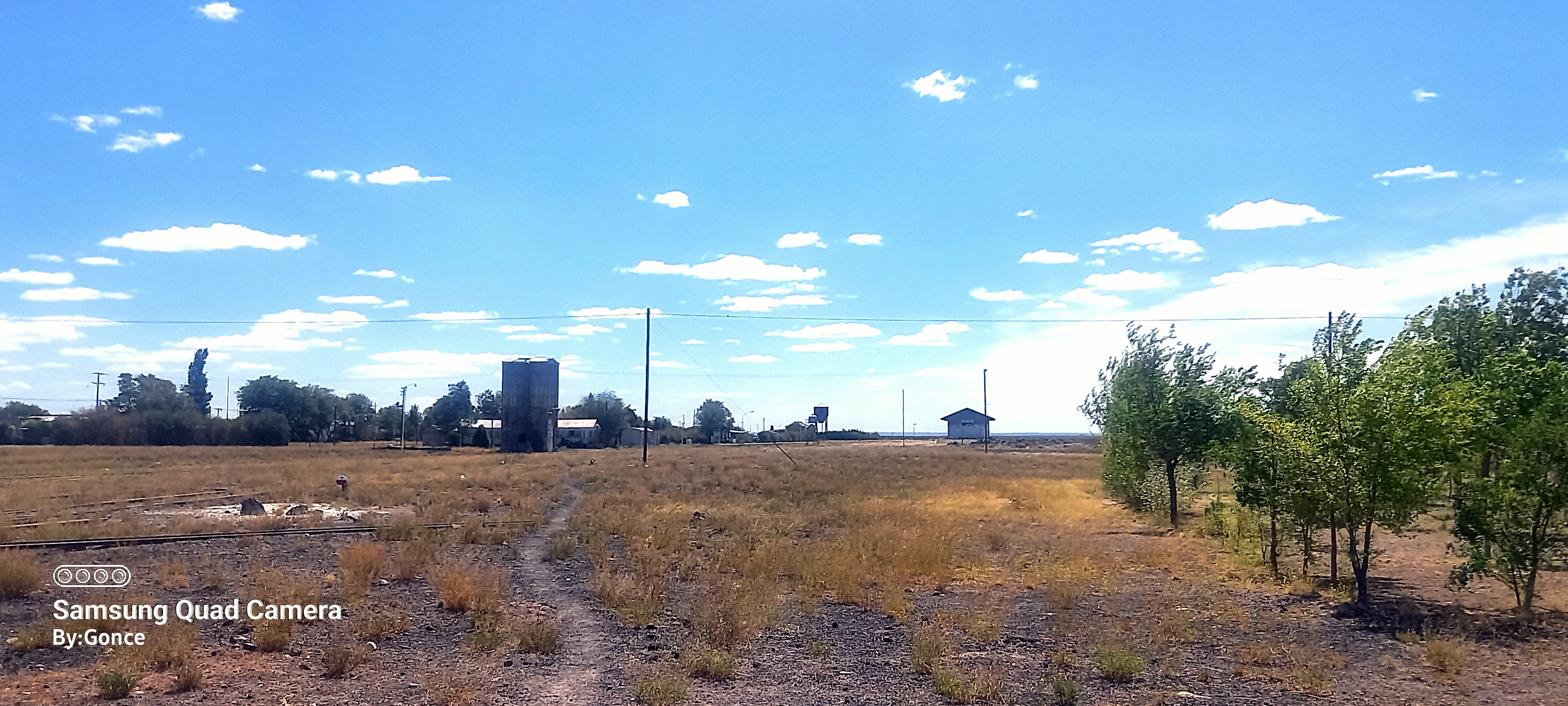
Gran parte de la infraestructura ferroviaria desde el pueblo.

## Fiesta patronal
- 7 de octubre, Virgen del Rosario de San Nicolás

## Población
Contó con 973 habitantes (Indec, 2010), lo que representó un incremento del 25% frente a los 778 habitantes (Indec, 2001) del censo anterior.
El censo 2022 arrojó 563 viviendas con una población estable de 1.131 habitantes.
| Gráfica de evolución demográfica de Ministro Ramos Mexía entre 1991 y 2022 |
|                                                                            |
| Fuente: Censos nacionales del INDEC                                        |

1. ↑  INDEC. Resultados definitivos del Censo 2022. Provincia de Río Negro. Gobiernos locales. Viviendas particulares y población en viviendas particulares, según área de gobierno local. Año 2022